# Universidades Tecnológicas (México)
Las Universidades Tecnológicas de México (UTs) son instituciones de educación superior que ofrecen el título de Técnico Superior Universitario o de Licenciatura. Permite a los estudiantes incorporarse en corto tiempo (luego de dos años), al trabajo productivo o continuar estudios a nivel licenciatura en otras instituciones de Educación Superior.
Actualmente existen 106 Universidades Tecnológicas, en 31 estados de la República Mexicana. 
- Universidad Tecnológica Emiliano Zapata del Estado de Morelos
- Universidad Tecnológica de Acapulco
- Universidad Tecnológica de Aguascalientes
- Universidad Tecnológica de Altamira
- Universidad Tecnológica de Anapra
- Universidad Tecnológica de Bahía de Banderas
- Universidad Tecnológica de Cadereyta
- Universidad Tecnológica de Calvillo
- Universidad Tecnológica de Camargo
- Universidad Tecnológica de Campeche
- Universidad Tecnológica de Cancún
- Universidad Tecnológica de Candelaria
- Universidad Tecnológica de Chetumal
- Universidad Tecnológica de Chihuahua
- Universidad Tecnológica de Ciudad Juárez
- Universidad Tecnológica de Coahuila
- Universidad Tecnológica de Corregidora
- Universidad Tecnológica de Culiacán
- Universidad Tecnológica de Durango
- Universidad Tecnológica de Escuinapa
- Universidad Tecnológica de Etchojoa
- Universidad Tecnológica de Guaymas
- Universidad Tecnológica de Gutiérrez Zamora
- Universidad Tecnológica de Hermosillo
- Universidad Tecnológica de Huejotzingo
- Universidad Tecnológica de Izúcar de Matamoros
- Universidad Tecnológica de Jalisco
- Universidad Tecnológica de la Babícora
- Universidad Tecnológica de la Costa
- Universidad Tecnológica de la Costa Grande de Guerrero
- Universidad Tecnológica de la Huasteca Hidalguense
- Universidad Tecnológica de La Laguna
- Universidad Tecnológica de La Laguna, Durango
- Universidad Tecnológica de La Paz
- Universidad Tecnológica de la Región Carbonífera Coahuila
- Universidad Tecnológica de la Región Centro de Coahuila
- Universidad Tecnológica de la Región Norte de Guerrero
- Universidad Tecnológica de La Riviera Maya
- Universidad Tecnológica de la Selva
- Universidad Tecnológica de la Sierra
- Universidad Tecnológica de la Sierra Hidalguense
- Universidad Tecnológica de la Sierra Sur de Oaxaca
- Universidad Tecnológica de la Tarahumara
- Universidad Tecnológica de La Zona Metropolitana de Guadalajara
- Universidad Tecnológica de la Zona Metropolitana del Valle de México
- Universidad Tecnológica de León
- Universidad Tecnológica de los Valles Centrales de Oaxaca
- Universidad Tecnológica de Manzanillo
- Universidad Tecnológica de Matamoros
- Universidad Tecnológica de Morelia
- Universidad Tecnológica de Nayarit
- Universidad Tecnológica de Nezahualcóyotl
- Universidad Tecnológica de Nogales
- Universidad Tecnológica de Nuevo Laredo
- Universidad Tecnológica de Oriental
- Universidad Tecnológica de Paquimé
- Universidad Tecnológica de Parral
- Universidad Tecnológica de Poanas
- Universidad Tecnológica de Puebla
- Universidad Tecnológica de Puerto Peñasco
- Universidad Tecnológica de Querétaro
- Universidad Tecnológica de Rodeo
- Universidad Tecnológica de Salamanca
- Universidad Tecnológica de San Juan del Río
- Universidad Tecnológica de San Luis Potosí
- Universidad Tecnológica de San Luis Río Colorado
- Universidad Tecnológica de San Miguel de Allende
- Universidad Tecnológica de Santa Catarina
- Universidad Tecnológica de Tabasco
- Universidad Tecnológica de Tamaulipas Norte
- Universidad Tecnológica de Tecamachalco
- Universidad Tecnológica de Tecámac
- Universidad Tecnológica de Tehuacán
- Universidad Tecnológica de Tijuana
- Universidad Tecnológica de Tlaxcala
- Universidad Tecnológica de Torreón
- Universidad Tecnológica de Tula-Tepeji
- Universidad Tecnológica de Tulancingo
- Universidad Tecnológica de Xicotepec de Juárez
- Universidad Tecnológica del Centro
- Universidad Tecnológica del Centro de Veracruz
- Universidad Tecnológica del Estado de Zacatecas
- Universidad Tecnológica del Mar de Tamaulipas Bicentenario
- Universidad Tecnológica del Mayab
- Universidad Tecnológica del Norte
- Universidad Tecnológica del Norte de Aguascalientes
- Universidad Tecnológica del Norte de Coahuila
- Universidad Tecnológica del Norte de Guanajuato
- Universidad Tecnológica del Poniente
- Universidad Tecnológica del Sur de Sonora
- Universidad Tecnológica del Sur del Estado de Morelos
- Universidad Tecnológica del Sur del Estado de México
- Universidad Tecnológica del Sureste de Veracruz
- Universidad Tecnológica del Suroeste de Guanajuato
- Universidad Tecnológica del Usumacinta
- Universidad Tecnológica del Valle de Toluca
- Universidad Tecnológica del Valle del Mezquital
- Universidad Tecnológica El Retoño
- Universidad Tecnológica Fidel Velázquez
- Universidad Tecnológica Gral. Mariano Escobedo
- Universidad Tecnológica Junta de los Ríos
- Universidad Tecnológica Linares
- Universidad Tecnológica Metropolitana
- Universidad Tecnológica Paso del Norte
- Universidad Tecnológica Regional del Sur
- Universidad Tecnológica de Zinacantepec
- Universidad Tecnológica Minera de Zimapán
- Universidad Tecnológica de Mineral de la Reforma